# San Andres, Quezon
San Andres là một đô thị cấp bốn ở tỉnh Quezon, Philippines. Theo điều tra dân số năm 2007, đô thị này có dân số 29.216 người .

## Các đơn vị hành chính
San Andres, về mặt hành chính, được chia thành 7 khu phố (barangay).
- Alibihaban
- Camflora
- Mangero
- Pansoy
- Tala
- Talisay
- Poblacion